# Chevrières (Isère)
Chevrières is een gemeente in het Franse departement Isère (regio Auvergne-Rhône-Alpes) en telt 644 inwoners (2005). De plaats maakt deel uit van het arrondissement Grenoble.

## Geografie
De oppervlakte van Chevrières bedraagt 16,8 km², de bevolkingsdichtheid is 38,3 inwoners per km².
De onderstaande kaart toont de ligging van Chevrières (Isère) met de belangrijkste infrastructuur en aangrenzende gemeenten.

## Demografie
Onderstaande figuur toont het verloop van het inwonertal (bron: INSEE-tellingen).